# Live at the Budokan (Ian Gillan Band)
Live at the Budokan è un album live della Ian Gillan Band, registrato dal vivo il 22 settembre 1977 a Tokyo, in Giappone. Fu pubblicato inizialmente solo in Giappone, nel 1978 dalla EastWorld Records, come "Live At The Budokan" (EWS-81112) e "Live At The Budokan Vol.2" (EWS81113). Ciascuno era un singolo LP con la copertina apribile. Molte canzoni della scaletta non finirono agli album, come dimostrano i nastri dell'epoca registrati dal pubblico ( ROIO ).
Nel luglio 1983 fu ristampato come doppio album nel Regno Unito dalla Virgin Records col titolo "Live At The Budokan Volumes I & II" (VGD3507). In Australia uscì come doppio album nel 1983 (Interfusion L45837). La confezione possedeva una copertina apribile, ma con una grafica differente.
La prima edizione in CD del 1989 recava la scritta "The complete double set", sebbene "My Baby Loves Me" fu esclusa per errore dall'etichetta e l'ordine dei pezzi fosse differente. La versione dal vivo di "My Baby Loves Me" fu poi inclusa nella riedizione in CD del disco Scarabus. La canzone è stata anche inclusa nel remaster del 2007, ma anche in questo caso l'ordine delle tracce è stato cambiato rispetto alla release originale in vinile.

## Tracce
Tutte le canzoni sono scritte da Ian Gillan, Ray Fenwick, John Gustafson, Colin Towns e Mark Nauseef, eccetto dove indicato. Le durate per le canzoni sugli LP sono quelle riportate dalle etichette discografiche nella versione in vinile pubblicata nel Regno Unito.

### LP Volume 1 (1977)
Lato Uno
1. "Clear Air Turbulence" - 12.56
2. "My Baby Loves Me" (Gillan / Fenwick / Gustafson / Nauseef) - 9.50

Lato Due
1. "Scarabus" - 5.32
2. "Money Lender" - 10.56
3. "Twin Exhausted" - 5.08

### LP Volume 2 (1978)
Lato uno
1. "Over the Hill" - 8.41
2. " Child in Time " ( Ritchie Blackmore, Gillan, Roger Glover, Jon Lord, Ian Paice ) - 10.20

Lato due
1. " Smoke on the Water " (Blackmore, Gillan, Glover, Lord, Paice) - 9.50
2. "Mercury High" - 5,06
3. "Woman from Tokyo" (Blackmore, Gillan, Glover, Lord, Paice) - 4.46

### Ristampa in CD (1989)
1. "Clear Air Turbulence" - 12.49
2. "Scarabus" - 5,25
3. "Money Lender" - 10.53
4. "Twin Exhausted" - 5.05
5. "Over the Hill" - 8.35
6. "Mercury High" - 4,58
7. "Smoke on the Water" - 9.46
8. "Child in Time" - 10.16
9. "Woman from Tokyo" - 4.47

### Ristampa in CD (2007)
1. "Clear Air Turbulence" - 12.07
2. "My Baby Loves Me" (Gillan, Fenwick, Nauseef, Glover) - 8.01
3. "Scarabus" - 4,54
4. "Money Lender" - 10.52
5. "Twin Exhausted" - 4.37
6. "Over the Hill" - 8.30
7. "Mercury High" - 4,50
8. "Child in Time" - 9.58
9. "Smoke on the Water" - 9.47
10. "Woman from Tokyo" - 4.15

## Formazione
- Ian Gillan - voce, armonica
- Ray Fenwick - chitarra, voce
- John Gustafson - basso, voce
- Colin Towns - tastiere, voce
- Mark Nauseef - batteria, percussioni